# 박종한
박종한(朴鐘漢, 1925년 3월 15일~2012년 5월 7일)은 대한민국의 교육인이자 차문화운동가이다. 진주 대아중·고등학교 설립자이며 초대 교장으로 33년간 재직했다. 호는 아인(亞人)이다.
69년 진주차인회 설립, 70년 전국최초 차전시회 개최, 79년 한국차인회 창립, 80년 일지암 복원, 81년 차의날 선포 및 차인선언문 작성 등 한국 차문화에 수많은 공적을 남기었다.
2005년 제실 하천다숙(菏泉茶塾)이 문화재로 등록되었고, 2008년 제2회 다산(茶山)대상(문화예술부문)을 받았다.
또한 교육자로서 손문의 삼민주의와 남명 조식의 반구실천을 참고하여 오민교육을 창설하여 대아중고등학교에 실시하였다. 77년 남명제를 최초로 만들고, 78년에 남명집을 발간하였다.

## 어린 시절

### 출생과 성장
조선 명종(1545~1567), 퇴계 이황의 뒤를 이어 대제학을 지낸 박충원(朴忠元)의 14세손이며, 밀양박씨 연안공파 8세손인 하천(荷泉)공 박병집(朴炳集)의 손자로 1925년 3월 15일(음력)에 태어났다. 1943년 진주공립중학교 졸업했다. 일제 치하에서 중·고등학교를 마치고 일본유학을 통해 재일동포의 비참한 생활을 목격한 후 독립운동에 뛰어들었다.

### 가계
이 집안은 낙촌(駱村) 박충원(朴忠元, 1507~1581)의 7세손 경용(敬湧) 박경한(朴景瀚)이 지금의 사천시에 속하는 삼천포에 이주하면서 사천, 진주, 남해 일원에 그의 후손이 뿌리내렸다.
밀양박씨 규정공파 후손들은 조선 230년 동안 주요 요직을 차지하며 많은 인재를 배출했는데 대표적인 인물이 낙촌 박충원이다. 낙촌은 명종 21년 퇴계 이황의 후임으로 대제학을 지냈고 선조때 이조판서 좌찬성에 이르렀다. 낙촌의 증손자인 박승종(朴承宗)이 영의정(領議政)이 되면서 절정에 이르렀지만 인조반정이 일어나, 이 시점으로 규정공파 박씨 일족은 삼천포에 입향하게 된다.
경용 박경한은 박승종의 아우 박승조(朴承組)의 손자 박창준(朴昌俊)의 4자로 충청도 천안에서 낙남해 삼천포까지 와서 정기한 박채규의 8대조이다. 경용은 진주땅 남양동에 명지가 있다는 비결을 듣고 찾아와 지금의 사천시 남양동에 입향하여 살았다. 이후 5대손 박계진(朴啓鎭)이 자헌돈령이 되며 다시 문중이 재기한다. 손자 박무래(朴武來)는 호조참판 동지의금부사로 추종되고 그의 아들이 하천(荷泉) 박병집(朴炳執)이다. 하천은 진주, 사천에서 선각자이자 개척자로 대성하며, 아들 만암(晩巖) 박채규(朴彩珪)에 이르러 진주에서 재력을 갖춘 명문집안으로 성장한다.

## 반진단

### 반진단의 결성
아인은 1943년, 일본 교토(京都)에서 1년간 머물렀는데, 최소해(당시 부산제2상업학교 졸업)와 같은 하숙집에서 생활하였고 이때 최소해에게 반진단 결성을 최초로 제의했다. 귀국 후, 1943년 8월, 박종한(朴鍾漢, 당시 19세), 최소해(崔小海, 당시 19세)가 주축이 되어 서병도(徐炳道, 당시 19세), 김대성(金大成, 당시 19세) 등에 의해 항일독립운동을 목적으로 부산시 대신동 김대성의 집에서 독립운동을 위해 ‘반진단(般震團)’이라는 항일단체를 결성하였다. 반진단이란, 최남선의 <조선역사>에서 생각을 얻었으며, 그 의미는 돌릴 ‘반(般)’, 발해 ‘진(震)’으로 ‘진으로 돌린다’는 의미 즉,나라를 되찾는다는 뜻이라고 한다. 이는 광복에 대한 숨은 뜻을 일반인이 알아듣지 못하도록 하기 위함이었다.

### 체포와 구사일생
반진단원들은 일제의 패망을 꿰뚫어 보고 있었다. 도쿄를 공습한 미군의 B29폭격기가 남해안까지 출현하는가 하면 현해탄에 출몰한 미군잠수함에 의해 일제의 수송선과 부관연락선이 격침되는등 일제의 패망 조선의 해방이 시간문제임을 예고하는 일련의 사태들이 시시각각으로 전개되었다. 이에 반진단은 부산이 일제 군수물자의 대륙수송 교두보라는 사실에 착안하여, 물자의 대륙수송을 차단하고자 부산항을 폭파하기로 결의하였다.
반진단 활동목적은 일제 군수물자의 대륙수송지인 부산부두를 폭파하고, 식민정책을 수립하여 조선인에 대한 수탈과 핍박을 자행하는 일제 고관들을 암살하는 것 등이었다. 이는 1940년대 부산지역의 항일운동 양상인, 일제의 패망을 예견하고 이를 민족해방의 결정적시기라고 인식하여 이전과는 달리 무장화하는 분위기와 일치하다. 당시 경남 진주 요시노보통학교(현 진주중안초등학교) 교사였던 박종한과 조선운수주식회사에 근무하던 최인환이 무기 구입을 위한 자금을 대고, 서병도․최소해가 무기를 구하는 역할을 하였다.
44년 11월, 일제가 대륙 병참기지 항으로 쓰고 있던 부산항의 폭파계획을 세우다 조직원 이름이 적힌 연판장이 발각되어, 학교에서 수업을 가르치는 중 압송되어 부산형무소에 투옥되고 혹독한 고문을 받다, 45년 8.15 광복으로 구사일생으로 출옥하였다.

## 교육운동

### 대아중·고등학교의 설립
1946년 4월 8일, 광복(光復)으로 구사일생한 반진단원(般震團員)들은 아인선생의 자택에 모였다. 신생 조국을 위해 무엇을 해야 하겠는가에 대한 의견이 분분했다. 당시 정치하는 사람은 많았으나 각계 분야에 필요한 인재가 없음을 아쉬워하고 조국을 이끌어갈 인재를 키우는 것이 급선무라 생각하고 학교 설립의 뜻을 모았다.
한국전쟁 이후 1953년 12월 23일, 민족의식에 불타던 26세의 젊은 아인은 물려받은 전 재산을 털어 진주시 인사동에 대아 중·고등학교를 설립해, 33년간 교장으로 재직하였다..
교명이 대아인 이유는, 대부분의 사람이 한민족의 운명을 넓은 입장에서 보지 못하고 우물안 개구리 같은 좁은 견해로 보고있다며 "아시아는 앞으로 어떻게 나아갈 것인가"와 "아시아의 운명 속에 조국이 있다"며 아시아의 문제를 해결하고자 생각하며 교명을 대아(大亞)라 지었다.
특이한 것은, 다른 학교가 설립인가를 받은 날을 개교기념일로 삼지만, 대아중·고등학교는 4월 8일을 개교기념일로 삼고 있다. 그 이유는 학교 설립의 뜻이 발생한 4월 8일을 개교기념일로 삼았기 때문이다.

### 교육사상의 정립
대하고등학교를 설립할 당시에 학교는 진주에서 2차로 입학하는 2류학교였다. 자서전 오성다도(五性茶道)에서 회고하기를 "많은 학생들이 행동과 말이 거칠고, 정서가 산만했다. 따라서 가르치는 선생도 거칠어지고, 모든 것을 체벌로 해결하는 경우가 많았다. 하지만, 체벌은 일순간적이고 교육효과가 높지 않다. 체벌로 인한 악순환만 심해지고, 부모에 효도하라, 나라에 충성하라, 예절을 지켜라 등은 공염불이 되었다."
이후, 이를 해결하기 위해 성적 향상은 지능에 있는 것이 아니라 정서 안정이 최우선이라는 점을 강조하며
, 핵심 교육이념으로 오민교육(五民敎育)이 창설되었다.

### 오민교육
1970년 4월 8일, 손문의 삼민주의(三民主義)와 남명 조식의 반구실천(反軀實踐)을 참고하여 오민교육(五民敎育)을 저술하고 대아중·고등학교에 오민교육을 실시하였다. 오민교육이란, 손문 삼민주의에 민성과 민복을 추가한 민성(民性)·민생(民生)·민족(民族)·민본(民本)·민복(民福)의 교육사상을 담은 것을 말한다. 민성과 민복은 반진단정신과 더불어 춘원(春園)과 도산(島山)이 주장하는 망국의 민족성 개조를 꿈꾸는 민성과 민족 최후의 목표는 문화의 창조로 얻어지는 인간의 행복에 있다는 민복사상이다.

#### 민성(民性)
오민교육의 첫째는 민성(民性)교육에 있다. 자서전 오성다도(五性茶道)에 나오기를 민성교육이란, "국민의 성품을 고르게 하여야 한다는 것이다. 성품은 순리대로 되어야 하는 것으로, 성품이 차분해야 모든 일에 집중을 할 수 있고 노력한 만큼 결과가 만들어진다. 그래야 좋은 결과물이 생산되고 그것으로 먹고 살 수 있는 것이다."이라 하였다. 성품교육이 오민교육 중 가장 먼저인 것은 그만큼 중요하기 때문이다.
의재 허백련(毅齋 許百鍊, 1891~1977) 선생이 대아고등학교를 방문하여 남긴 휘호인 "敎育導善, 착한 마음과 행동을 교육으로 이끌어 낸다"라는 휘호도 민성교육을 통해 좋은 성품을 길러야 한다는 뜻과 일맥상통하다.

#### 민생(民生)
생활기술 교육을 말하는 것으로 진학지도에 해당한다. 개인에 맞는 직업 적성을 개발하고, 평생 먹고 살 수 있는 기술이 무엇인가를 알게 하는 교육을 뜻한다.

#### 민족(民族)
배달민족으로 자부심을 가지도록 하는 교육이다. 한편, 애국심을 내게 만드는 중요한 요소로, 국가가 안정적인 국민생활을 보장할 때라고 주장하는 것은 특이하다. 즉, 민생이 해결되었을 때 훌륭하게 이루어질 것이라는 것이다.

#### 민주(民主)
민주주의 교육이라 보면 된다. 역시, 민생이 해결되었을 때 자연스럽게 이루어질 것이라 판단하고 있다.

#### 민복(民福)
오민교육의 마지막은 민복교육이다. 민성을 올바르게 기르고 "국민 개개인이 민생교육을 통해 자신의 적성을 살려 먹고 살만하고, 민주주의가 정착되면 자연스럽게 질적인 행복을 추구하게 된다. 질적인 행복을 위해서는 미의식의 교육이 필수적이다. 왜냐하면 미의식이 있어야 문화를 알 수 있고, 문화를 통해 행복을 누릴 수 있기 때문이다. 문화는 가장 나중에 싹튼다."
자연의 사계절의 순리가 있듯이 사람도 민성, 민생, 민족, 민주, 민복의 일정한 순서로 교육해야 한다고 주장한다. 즉, 먼저 좋은 성품과 좋은 민족성을 길러야 모든 것이 변화할 수 있다는 것이다.
따라서 아인선생이 제일 중요하게 생각한 것이 바로 오민교육의 첫 번째인 민성교육이고, 이를 위해 오성다도를 비롯한 많은 노력을 기울였다.

### 대아학원의 교육과정과 학교의 발전
아인선생이 성적이 오르지 않는 많은 학생들을 상담한 결과, 대부분의 문제학생들은 정서가 제일 불안하다고 판단했다. 따라서 정서부터 안정시키는 것이 최우선이라 판단하고, 직접 학생들이 실천하면서 깨달을 수 있도록 교육 프로그램을 만들었다.
이를 위한 것이 오민교육의 첫 번째인 민성교육을 위해 다도교육으로 정서부터 안정시키는 것, 남명선생의 실천적 가르침을 위한 충무공의 백의종군길을 개척, 추모행군에 나섰고, 정기적인 충렬사 청소, 오민박물관의 생활문화 체험, 민족의 스승을 모신 모현단 참배 등을 실시하여 스스로 느끼고 그것을 직접 실천하도록 했다.
교장실에는 차례실(茶禮室)을 만들어 차를 마시게 하고, 차에 대한 예절을 가르치면서 세상 사람들에게 차생활의 중요성을 알렸다. 이른바 '문제학생'들은 따로 불러 특별구역을 청소하게 한 다음, 차실에 불러 차 한 잔씩 대접했다. 매일 15명씩 다실에 초대해서 교장이 직접 차를 우려내면서 다례법 등을 지도했다. 뭔가 기교를 가르치는 것이 아니라 차를 우리고 물을 따르는 소리를 들으며 정화를 시켰는데, 맑은 차를 천천히 마시는 행위를 반복하면서, 스스로 자신의 행동을 반성하고 고쳐가도록 했다. 매나 말로만 훈계하는 일상과는 아주 다른 새로운 경험을 통해 학생들의 불안한 정서는 안정을 찾아갔다.
이는 단순히 출세지향적인 지식전달에 치우친 우리 교육현실을 바로잡는 전인적인 교육이며 차의 정신을 기리고 차문화를 보급하는 적극적인 수단이다.
중·고등학교 교사들을 영입해서 ‘학급당 25명 국민학교’라는 전무후무한 실험도 했다.
지방 변두리의 별 볼일 없던 무명의 학교가 점점 변하기 시작해 서울대 등 명문대에 한 해 몇십명씩이 합격하며 명문고로 변신하였고, 이런 교육방법을 통해 최대성과를 낸 84년을 보면 전체학생 600여명 중, 서울대에 66명을 진학시켜 전국 서울대최고합격률을 기록하였고, 고려대와 연세대에 각각 110명과 100명을 합격시켜 대아교육의 우수성을 입증하였다.

#### 특이교육
대아학생들은 민족교육의 하나로 매주 창렬사를 참배하고 청소를 한다. 창렬사는 임진왜란 제 2차 진주성 전투에서 장렬하게 순국한 인물들의 신위를 모시는 곳이다. 본래 12명의 장수의 위패를 모셨으나, 전쟁에서 죽은 7만의 이름없는 군관민의 위패없음을 아인이 안타까워해서 제장군졸지위(諸將軍卒之位)라는 비석을 세워 이름없는 장졸까지 모두 추모하게하였다.
둘째로, 매년 4월 28일 전교생이 충무공의 백의종군길을 따라 추모행군을 한다. 이는 민족교육효과와 함께, 다도교육과 더불어 학생들에게 행동하고 실천하는 문화와 충무공의 희생정신을 배양시키기 위함이다.
셋째로, 모현단 참배가 있다. 대아고등학교 교문 바로 옆에 역대 민족의 스승과 민족을 위해 몸을 아끼지 않으신 민족선사를 모셔두고 있다. 이는 홍익인간의 교육사상을 편 단군부터 시작해서 세종과 조식, 이이 등을 거쳐 수운 최재우까지 고대인물과 안창호, 이상재 등 현대인물로 구성되어있다. 실천과 행동으로서 인성을 닦는 것이 올바른 교육이라는 남명의 교육법을 본받은 것으로 매일 교문 앞 이곳을 지나며 경건한 마음을 가지라는 뜻이다.
넷째로, 학교정원이다. 가시가 있는 장미를 뽑아내고, 한국전통정원조경의 최고 권위자인 당시 95세의 한도선생을 모셔 학교 정원조성을 의뢰했다. 이를 통해 정서순화를 유도하고 있다.
이외에도 다도교육 등 수많은 자체 대아학원 교육 프로그램이 있다.

## 차문화운동
아인이 차를 처음 접한 것은 그가 전 재산을 털어 대아중고등학교를 설립한 뒤 문제학생을 지도할 방법을 찾던 중 이뤄졌다. 그는 학생들이 빗나가는 원인을 정서불안에서 찾았다.
차문화를 통한 오민교육의 대성공을 계기로, 그는 차문화가 민족성 개조의 대안문화이며 이를 실현시키기 위한 차문화 운동의 필요성을 절감하게 되었다.

### 차인회 설립
1969년 10월 진주지역의 교육자, 예술가, 종교인, 기업인들로 구성된 '진주차례회'가 탄생했다.이 차회는 현대 차문화 단체의 효시로 아인이 핵심 발기하였다. 1970년, 일본 오모토센케(表千家) 차도사장 요시다(吉田) 일행을 초청 해, 한일차문화 교례회를 열어 대아고 교장실, 사천 다솔사, 남해 하천재에서 차회를 열었다. 당시 오모도센케 종장 요시다는 질병으로 인해 입원중이었으나 병원장의 만류에도 2천년 역사상 처음 있는 일이기에 죽어도 좋으니 데려가 달라고해 참석했다. 귀국 환송장에서 몇번이고 고맙다는 말과 지갑의 전액을 진주다도회에 기증하고 돌아갔으나 2개월만에 타계했다.
진주차례회를 계기로 1978년 8월 한국차인회를 설립하여 창립 부회장을 맡았다. 1981년 진주 촉석루에서 차의 날 제정 선언문을 발표하였다. 아인은 지회장 겸 진주차인회 회장을 맡아 제정 선언문을 작성하였다.

### 일지암 재건
아인은 차문화 운동을 추진하면서 한국 차문화의 정체성을 찾기 위한 출발점이 필요했다. 아인은 전국을 조사하던 중 초의선사와 그가 기거하던 일지암을 적격이라 판단하고 일지암을 복원하기로 결의했다.

### 아인의 차이론 1: 오성다도
차를 통해서 인성을 개발(以茶養性)하는 즉, 인성을 생활 속에서 닦는 오성다도(五性茶道)란 뜻이다. 다반사(茶飯事)란 말이 있는데, 이것은 차를 마시고 식사하는 생활 속에서 차근차근 예절과 품위를 가꾸어 나가면 좋은 성품이 형성된다는 말이다. 또한, 다선일미(茶禪一味)라 하여 차를 마시는 것과 도를 닦는 것은 같은 맛이다라는 말이 있다. 이는 다도생활이 곧 개인수양과 같다고 풀이해도 과언이 아니다.
오성에는 신성, 영성, 족성, 자성, 감성이 있으며 이는 논리적 사유, 신비적 사유, 윤리적 사유, 반성적 사유, 감성적 사유를 뜻한다. 오성다도는 이 5가지 신,영,족,자,감성을 깨우치게 함으로써 세계에서 가장 존경받는 민족성을 만들기 위함이 그 목적이다. 인성교육의 필요성을 계속해서 강조해 온 그의 노력으로 다도와 교육환경을 통한 정서순화와 생활실천을 통해 이루어진 교,육은 불과 5년 만에 대아고등학교를 전국 최고의 명문학교로 탈바꿈시킬 수 있었다.

### 아인의 차이론 2: 경의정다도
아인은 남명 조식의 경의(敬義)사상에 덧붙여 현대사회의 배려하는 정신(情)이 없어지는 것을 보완하기 위해 정을 더해 경의정(敬義情) 사상을 정립했다.
남명선생의 기존사상에 덧붙여 새로운 해석으로,
내명자경(內明者敬) - 경으로써 사람을 바라보고 생각한다
외단자의(外斷者義) - 의로써 행동하고 실천한다
배려자정(配慮者情) - 정으로써 타인을 염려하고 돌본다

## 문화예술운동

### 민족성 회복운동
아인은 민족성이 바뀌지 않는한 진정한 한민족 부흥은 힘들다고 믿었다. 김남구는 "아인이 평생 추진해 온 차문화운동, 학생다도와 오민교육, 전통다완 재현, 남명제, 민속박물관과 국조전 건립은 모두 민족문화와 민족정신을 바탕으로 인성을 기르고 국민성을 회복하자는 취지에서 비롯된 것이다"라고 밝혔다.

### 오민박물관
아인은 차문화계 외에도 많은 분야에서 활동했다. 민학운동의 일환으로 국내의 문화재를 발굴, 수집하여 '오민박물관'을 만들었다. 주위에서 아무도 관심을 갖지 않고 내팽겨 둔 민석 생활 용기를 하나씩 모으며, 마제 석기류, 고대 토기류, 고려청자, 조선백자, 산수도, 민화, 인물화, 불화 및 무기류까지 갖추고 이를 다섯 분야로 분류하고 전시했다. 이를 통해 민족의 자아를 자각, 정립하는 교육을 실현했다.
또한 민학회를 창립하여 한국의 문화유산을 보존하고 알리는 데 온힘을 기울였다.

### 아인도방
향토전승 도예의 개척을 위해 아인도방(亞人陶房)을 만들어 도예에 대한 문화적 인식을 고양시켰다. 여민 이일파 작가는 고등학교 시절, 교장인 아인이 차와 차도구에 대해 늘 강조하면서 "우리 학교 학생 중에서, 차도 만들고 차도구도 만드는 사람이 배출되어, 우리 차문화를 발전시켰으면 좋겠다."고 말했다고 기억했다.

### 남명제
조선 중기의 선비 남명 조식(南冥 曺植)의 정신을 기리기 위해 남명제를 창시하였다. 남명 조식(南冥 曺植)은 1501년 경남 합천에서 태어난 조선 시대 대학자로, 퇴계 이황(退溪 李滉)과 종사(宗師)로 쌍벽을 이루었다.

### 하천다숙
대한민국 현대 차문화 발상지로 꼽히는 곳이다. 본디 재각(齋閣)으로 조선 명종때 퇴계 이황(退溪 李滉)의 뒤를 이어 대제학을 지낸 박충원(朴忠元)의 14대손인 하천(荷泉) 박병집(朴炳集)공이 세상을 떠나자 효자로 칭송받던 만암(晩巖) 박채규(朴彩圭)공이 경상남도 남해에 재실을 지어 당호를 하천재(荷泉齋)라 하였다.

#### 다실로의 개방
하천재를 차실로 개방한 것은 만암 선생의 둘째 아들인 아인선생이다. 아인 선생은 형님이 후손 없이 세상을 뜨자 종가의 주인이 되어 경관이 아름다운 재실을 1969년 차실로 개방했다. 조상에게 차례를 지내는 것은, 조상을 신격화하는 것이 아니라 살아 있는 사람이 사람다워지는 윤리, 도덕이라는 점을 청소년들에게 교육시키고 싶어서였다.

#### 현판
하천재(荷泉齋)는 의친왕 이강(李堈)이 무인년(戊寅年;1938) 황국절(黃菊節)에 썼다. 경모헌(景慕軒)은 이조판서 윤용구(尹用求)의 친필, 세심헌(洗心軒)은 한말 명필 하동주가, 옥산문(玉山門)은 민족대표 33인 중 한사람인 오세창 선생의 친필이다.

### 국조전
지리산 청학동에 단군국조전(檀君國祖殿) 설립 주도